# Grupo Canes I
El Grupo Canes I (también conocido como Grupo M94 o Grupo NGC 4244) es otro grupo de galaxias vecino, sin embargo no posee muchas galaxias prominentes. Hay muchísimas galaxias en la región Canes Venatici y recientemente se han mejorado las condiciones para distinguir al grupo Canes I de las numerosas galaxias ubicadas detrás del grupo. 
Tiene las sig. Galaxias
- UGC 6817
- NGC 4163
- NGC 4190
- UGCA 276
- NGC 4214
- NGC 4244
- IC 799
- NGC 4395
- UGC 7559
- UGC 7577
- NGC 4449
- UGC 7605
- UGC 7698
- UGCA 290
- UGCA 292
- IC 3687
- M94
- IC 4182

Esta detrás del Grupo M106.
- Datos: Q1033145
- Multimedia: M94 Group / Q1033145